# Théorème de Fermat sur les points stationnaires
Pour les articles homonymes, voir Théorème de Fermat.
En analyse réelle, le théorème de Fermat sur les points stationnaires permet, lors de la recherche d'éventuels extrema locaux d'une fonction dérivable, de limiter l'étude aux zéros de sa dérivée et aux bornes de son ensemble de définition. L'énoncé est le suivant, :

Soit {\displaystyle f} une fonction réelle définie sur un intervalle réel ouvert {\displaystyle ]a,b[} et dérivable en un point {\displaystyle c\in ]a,b[}.
Si {\displaystyle f} possède un extremum local en {\displaystyle c}, alors {\displaystyle f'(c)=0}.

## Remarques
La réciproque est fausse : par exemple, la fonction {\displaystyle \mathbb {R} \to \mathbb {R} ,\,x\mapsto x^{3}}, en {\displaystyle 0}, a une dérivée nulle mais pas d'extremum local.
La condition nécessaire pour un extremum local ne s'applique pas aux bornes de l'intervalle. Par exemple, la fonction
{\displaystyle f:[0,1]\to \mathbb {R} ,\,x\mapsto x}
admet deux extremums globaux (a fortiori locaux), atteints en 0 et 1. Par ailleurs, elle est dérivable et sa dérivée ne s'annule en aucun point.